# Північно-Східна Асмара
Північно-Східна Асмара — міський район міста Асмара зоби (провінції) Маекел, що в Еритреї. 2005 року із складу району виділено район Північно-Західна Асмара.